# Anni Kraus
Anni Kraus (* 2. April 1897 in Mutters, Österreich-Ungarn als Anna Maria Schumlitz; † 7. Mai 1986 in Innsbruck) war eine österreichische Mundartschriftstellerin. 

## Leben
Anna Maria Schumlitz stammte aus kleinen Verhältnissen, sie lebte nach dem frühen Tod ihrer Mutter bei der Großmutter. Die Volksschule brach sie ab, um als Vorleserin Geld zu verdienen. Sie heiratete, aber ihr Ehemann starb früh.
Anni Kraus verfasste seit 1922 erste Prosaarbeiten in hochdeutsch für Zeitungen. Es folgte eine Beschäftigung mit der Mundart ab 1936. Das erste Buch erschien 1950. Kraus, die über 1000 Mundartgedichte schrieb, war regional überaus bekannt. Es existiert auch eine  Schallplatte mit einer weihnachtlichen Lesung der Autorin.
Karl Lubomirski zeichnete ihr Leben in dem biografischen Werk Anni Kraus. Dichterleben – Lebensdichtung nach.
Kraus wurde im Jahre 1973 mit dem Ehrenring der Stadt Innsbruck ausgezeichnet.

## Werke
- Wenn die Berg streitn. Tiroler Mundartgedichte. Ill. von Hedwig Zum Tobel. Universitätsverlag Wagner, Innsbruck 1963.
- Kieselsteine. Tiroler Mundartgedichte. Ill. von Hedwig Zum Tobel. Universitätsverlag Wagner, Innsbruck 1965.
- Lauter kloans Zuig. Tiroler Mundartgedichte. Universitätsverlag Wagner, Innsbruck 1965.
- Aus der Kittlfaltn. Tiroler Mundartgedichte. Ill. von Hedwig Zum Tobel. Universitätsverlag Wagner, Innsbruck 1966.
- Perligg-Perlagg. Gedichte in Tiroler Mundart. (Lebendiges Wort 38). Verlag Welsermühl, Wels 1968.
- Weg aus und Weg ein. Tiroler Mundartgedichte. Universitätsverlag Wagner, Innsbruck 1968.
- Auf'n Hoamweg. Österreichischer Kulturverlag. Thaur, Wien 1978.
- Gedanken im Spiegel. Steiger Verlag, Innsbruck 1982.
- So um dö Zeit. Vom Advent bis Neujahr. Universitätsverlag Wagner, Innsbruck 1982.
- Hoamelen tuats durch's ganze Jahr. Tiroler Mundartgedichte. Universitätsverlag Wagner, Innsbruck 1985.
- Wenn i zruggschaug. Gedichte, Lieder, Prosa zum 100. Geburtstag. Universitätsverlag Wagner, Innsbruck 1997.